# Jean-Marc Dreyfus
Pour les articles homonymes, voir Dreyfus.
Jean-Marc Dreyfus (né le 17 juin 1968) est un historien français, auteur de plusieurs ouvrages autour de la Shoah et de la Seconde Guerre mondiale.
Agrégé d’histoire, docteur de l'université Paris-I Panthéon-Sorbonne, il a soutenu sa thèse, sous la direction d'Antoine Prost, sur « L'aryanisation économique des banques. La confiscation des banques "juives" en France pendant l’Occupation et leur restitution à la Libération, 1940-1952 ».
Jean-Marc Dreyfus est chercheur au sein du projet d’édition « Persécution des Juifs de France, 1933-1945 », codirigé par les Archives fédérales allemandes, l'Institut d’histoire contemporaine de Munich et l'université de Fribourg-en-Brisgau.

## Publications
- Jean-Marc Dreyfus (préf. Antoine Prost), Pillages sur ordonnances : aryanisation et restitution des banques en France, 1940-1953, Paris, Fayard, coll. « Pour une histoire du XXe siècle », 2003, 475 p. (ISBN 978-2-213-61327-7, OCLC 52329178, présentation en ligne).
- Jean-Marc Dreyfus et Sarah Gensburger, Des camps dans Paris : Austerlitz, Lévitan, Bassano, juillet 1943-août 1944, Paris, Fayard, coll. « Pour une histoire du XXe siècle », 2003, 323 p. (ISBN 2-213-61707-4, présentation en ligne), [présentation en ligne].
- Jean-Marc Dreyfus, Ami, si tu tombes... Les déportés résistants des camps au souvenir, 1945-2005, Paris, Perrin, 2004, 231 p. (ISBN 2-262-02299-2).
- Jean Samuel (avec la collaboration de Jean-Marc Dreyfus), Il m'appelait Pikolo : un compagnon de Primo Levi raconte, Paris, Robert Laffont, 2007, 221 p. (ISBN 978-2-221-10909-0).
- Lise Haddad (dir.) et Jean-Marc Dreyfus (dir.), Une médecine de mort : du code de Nuremberg à l'éthique médicale contemporaine, Paris, Vendémiaire, coll. « Chroniques », 2014, 383 p. (ISBN 978-2-36358-126-6, présentation en ligne).
- Jean-Marc Dreyfus, L'impossible réparation : déportés, biens spoliés, or nazi, comptes bloqués, criminels de guerre, Paris, Flammarion, coll. « Au fil de l'histoire », 2015, 390 p. (ISBN 978-2-08-134812-7, présentation en ligne).
- André François-Poncet (textes sélectionnés et présentés par Jean-Marc Dreyfus), Les rapports de Berlin : André François-Poncet et le national-socialisme, Paris, Fayard, 2016, 231 p. (ISBN 978-2-213-66598-6).
- Jean-Marc Dreyfus, L'affaire Petiot et la Shoah : un tueur en série sous l'Occupation, Paris, Grasset, coll. « Document », 2025, 256 p. (ISBN 978-2-246-84138-8).

## Documentaire
- Pierre-Olivier François (réalisateur) et Jean-Marc Dreyfus (historien), Secrets d'ambassades, Berlin 1933-1939, France 5, 2021.